# 1-Decin
1-Decin ist eine chemische Verbindung aus der Gruppe der Alkine und eines der isomeren Decine. Es besitzt das Grundgerüst des Decans mit einer C-C-Dreifachbindung an der 1-Position.